# Tootega
Na mitologia inuit Tootega é uma deusa anciã sábia, que vive em uma cabana de pedra e tem a habilidade de andar sobre a água.